# Campionati italiani assoluti di scherma del 1989
I Campionati italiani assoluti di scherma del 1989 sono stati organizzati dalla Federazione Italiana Scherma.
Nel fioretto, si sono aggiudicati i titoli dei campionati italiani Mauro Numa, alla settima affermazione, e Diana Bianchedi, prima volta campionessa nazionale.
Nella spada Stefano Pantano ha vinto tra gli uomini, mentre tra le donne c'è stato il successo di Elisa Uga, che ha bissato il titolo dell'anno precedente.
Nella sciabola Tonhi Terenzi ha vinto il suo primo titolo nazionale maschile.
Nei campionati italiani a squadre maschili il Gruppo Sportivo Fiamme Oro ha trionfato in tutte e tre le specialità.
Nei campionati italiani a squadre femminili la Società del Giardino di Milano ha trionfato nel fioretto, mentre il Club Scherma Jesi ha vinto nella spada.

## Podi

### Uomini
| Specialità  | Oro                                            | Argento | Bronzo |
| Individuali |                                                |         |        |
| Fioretto    | Mauro Numa                                     | -       | -      |
| Spada       | Stefano Pantano                                | -       | -      |
| Sciabola    | Tonhi Terenzi                                  | -       | -      |
| A squadre   |                                                |         |        |
| Fioretto    | Fiamme Oro -                                   | -       | -      |
| Spada       | Fiamme Oro Stefano Pantano Maurizio Randazzo - | -       | -      |
| Sciabola    | Fiamme Oro Massimo Cavaliere Tonhi Terenzi -   | -       | -      |

### Donne
| Specialità  | Oro                           | Argento | Bronzo |
| Individuali |                               |         |        |
| Fioretto    | Diana Bianchedi               | -       | -      |
| Spada       | Elisa Uga                     | -       | -      |
| A squadre   |                               |         |        |
| Fioretto    | Società del Giardino Milano - | -       | -      |
| Spada       | Club Scherma Jesi -           | -       | -      |